# Pelacalç (Ventalló)
Pelacalç és una entitat de població del municipi de Ventalló, a la comarca de l'Alt Empordà. Comprèn el nucli medieval pròpiament dit de Pelacalç, i la urbanització de Mas Gros, que concentra la major part de la població.
La parròquia d'aquest poble tenia l'església i actual santuari de la Santa Maria de l'Om. Més endavant va esdevenir sufragània de la parròquia de Ventalló.

## Història
El nucli de Pelacalç té el seu origen en el Castell de Pelacalç, destruït el 1640. Encara s'hi pot veure la Capella de l'Assumpta i d'altres restes. Abans del Decret de Nova Planta formava part de la Vegueria de Besalú, i a partir d'aquell moment, del Corregiment de Girona.
Aquest poble havia tingut ajuntament propi, en abolir-se l'Antic Règim Senyorial (jurisdicció senyorial del Comte d'Empúries) el primer terç del Segle XIX, però va ser incorporat a Montiró cap al 1842. Poc després, el 1846, Montiró va ser unit a Ventalló, juntament amb d'altres termes de pobles veïns, per conformar l'actual municipi.

## Patrimoni cultural
Al nucli de Pelacalç hi destaquen els edificis de Can Picó i Can Joanmiquel, tots dos declarats com a Bé Cultural d'Interès Local.